# Ясаволь (Марказі)
Ясаволь (перс. يساول) — село в Ірані, у дегестані Есфандан, в Центральному бахші, шахрестані Коміджан остану Марказі. За даними перепису 2006 року, його населення становило 386 осіб, що проживали у складі 103 сімей.

## Клімат
Середня річна температура становить 12,05°C, середня максимальна – 31,30°C, а середня мінімальна – -11,18°C. Середня річна кількість опадів – 274 мм.
| Клімат поселення                              | Клімат поселення | Клімат поселення | Клімат поселення | Клімат поселення | Клімат поселення | Клімат поселення | Клімат поселення | Клімат поселення | Клімат поселення | Клімат поселення | Клімат поселення | Клімат поселення | Клімат поселення |
| Показник                                      | Січ.             | Лют.             | Бер.             | Квіт.            | Трав.            | Черв.            | Лип.             | Серп.            | Вер.             | Жовт.            | Лист.            | Груд.            |                  |
| Середній максимум, °C                         | 7,80             | 10,05            | 14,64            | 20,14            | 24,54            | 31,23            | 31,30            | 30,21            | 25,84            | 20,83            | 13,92            | 7,93             |                  |
| Середня температура, °C                       | −1,69            | 0,56             | 5,16             | 10,65            | 15,05            | 21,73            | 25,15            | 24,08            | 19,70            | 14,68            | 7,77             | 1,80             |                  |
| Середній мінімум, °C                          | −11,18           | −8,94            | −4,35            | 1,14             | 5,56             | 12,24            | 19,00            | 17,92            | 13,57            | 8,54             | 1,64             | −4,34            |                  |
| Норма опадів, мм                              | 41               | 35               | 48               | 37               | 34               | 7                | 1                | 1                | 0                | 8                | 24               | 38               |                  |
| Середньомісячна швидкість вітру, м/с          | 1.86             | 2.00             | 3.06             | 3.13             | 2.60             | 2.50             | 2.53             | 2.47             | 2.28             | 2.20             | 1.99             | 1.60             |                  |
| Середньомісячна сонячна радіація, кДж/м²·день | 8909             | 12160            | 14606            | 18090            | 22283            | 26875            | 25902            | 23954            | 20807            | 15274            | 10835            | 8765             |                  |
| --------------------------------------------- | ---------------- | ---------------- | ---------------- | ---------------- | ---------------- | ---------------- | ---------------- | ---------------- | ---------------- | ---------------- | ---------------- | ---------------- | ---------------- |
| Джерело:                                      |                  |                  |                  |                  |                  |                  |                  |                  |                  |                  |                  |                  |                  |